# جيمس ماكاولي
جيمس ماكاولي (بالإنجليزية: James McAuley)‏ هو ناقد أدبي وكاتب وصحفي ومؤلف وشاعر أسترالي، ولد في 12 أكتوبر 1917 في Lakeba ‏ في فيجي، وتوفي في 15 أكتوبر 1976 في هوبارت في أستراليا بسبب سرطان الكبد.

## وصلات خارجية
- جيمس ماكاولي على موقع الموسوعة البريطانية (الإنجليزية)
- جيمس ماكاولي على موقع ميوزك برينز (الإنجليزية)
- جيمس ماكاولي على موقع إن إن دي بي (الإنجليزية)
- جيمس ماكاولي على موقع ديسكوغز (الإنجليزية)